# خوان كارلوس مينسيغيز
خوان كارلوس مينسيغيز (بالإسبانية: Juan Carlos Menseguez)‏ (18 فبراير 1984 بقرطبة في الأرجنتين - ) هو لاعب كرة قدم أرجنتيني في مركز الهجوم. لعب مع أرجنتينوس جونيورز وريفر بليت ونادي سان لورينزو ونادي فولفسبورغ ونادي ميلوناريوس ووست بروميتش ألبيون ويوفنتود يونيدا دي جيوليجياشو ‏ ونادي أتليتيكو ألدوسيفي.

## وصلات خارجية
- خوان كارلوس مينسيغيز على موقع قاعدة بيانات كرة القدم.إي يو (الإنجليزية)
- خوان كارلوس مينسيغيز على موقع بيانات كرة القدم. دي إي (الألمانية)
- خوان كارلوس مينسيغيز على موقع Soccerbase.com (لاعب) (الإنجليزية)
- خوان كارلوس مينسيغيز على موقع عالم كرة القدم.نت (الإنجليزية)